# Finale Coppa Italia 2017
De finale van de Coppa Italia van het seizoen 2016/17 werd gespeeld op woensdag 17 mei 2017 in het Stadio Olimpico in Rome. Titelverdediger Juventus won met 2–0 van Lazio.

## Finale

### Voorgeschiedens
Het was de derde keer dat beide clubs tegenover elkaar stonden in de Italiaanse bekerfinale. In 2004 won Lazio over twee wedstrijden van Juventus. De Biancocelesti wonnen eerst voor eigen supporters met 2–0 dankzij twee goals van Stefano Fiore. In de terugwedstrijd had Lazio genoeg aan een gelijkspel (2–2) om de bekerzege veilig te stellen. In 2015 trok Juventus na verlengingen aan het langste eind (2–1). Invaller Alessandro Matri scoorde toen in de 97e minuut het beslissende doelpunt.

### Wedstrijddetails
|                         |                       |         |       |                                                                              |
| 17 mei 2017 21:00 UTC+2 | Juventus              | 2 – 0   | Lazio | Stadio Olimpico, Rome Toeschouwers: 66.341 Scheidsrechter: Paolo Tagliavento |
| 17 mei 2017 21:00 UTC+2 | Alves 12' Bonucci 24' | Verslag |       | Stadio Olimpico, Rome Toeschouwers: 66.341 Scheidsrechter: Paolo Tagliavento |

| Juventus | Lazio |

| Juventus:            |    |                   |     |
|                      |    |                   |     |
| GK                   | 25 | Neto              |     |
| RB                   | 15 | Andrea Barzagli   |     |
| CB                   | 19 | Leonardo Bonucci  |     |
| CB                   | 3  | Giorgio Chiellini |     |
| LB                   | 12 | Alex Sandro       |     |
| CM                   | 28 | Tomás Rincón      |     |
| CM                   | 8  | Claudio Marchisio |     |
| RW                   | 23 | Daniel Alves      | 86' |
| AM                   | 21 | Paulo Dybala      | 78' |
| LW                   | 17 | Mario Mandžukić   |     |
| CF                   | 9  | Gonzalo Higuaín   |     |
| Wisselspelers:       |    |                   |     |
| MF                   | 18 | Mario Lemina      | 78' |
| Coach:               |    |                   |     |
| Massimiliano Allegri |    |                   |     |

| Lazio:         |    |                         |     |
|                |    |                         |     |
| GK             | 1  | Thomas Strakosha        |     |
| CB             | 15 | Bastos                  | 53' |
| CB             | 3  | Stefan de Vrij          | 69' |
| CB             | 13 | Wallace                 |     |
| RM             | 8  | Dušan Basta             |     |
| CM             | 16 | Marco Parolo            | 21' |
| CM             | 20 | Lucas Biglia            |     |
| CM             | 21 | Sergej Milinković-Savić |     |
| LM             | 19 | Senad Lulić             |     |
| CF             | 17 | Ciro Immobile           |     |
| CF             | 14 | Keita Baldé             |     |
| Wisselspelers: |    |                         |     |
| DF             | 26 | Ștefan Radu             | 21' |
| MF             | 10 | Felipe Anderson         | 53' |
| MF             | 18 | Luis Alberto            | 69' |
| Coach:         |    |                         |     |
| Simone Inzaghi |    |                         |     |

1922 ·
1923–1935 ·
1936 ·
1937 ·
1938 ·
1939 ·
1939 ·
1939 ·
1939 ·
1939 ·
1944–1957 ·
1958 ·
1959 ·
1960 ·
1961 ·
1962 ·
1963 ·
1964 ·
1965 ·
1966 ·
1967 ·
1968 ·
1969 ·
1970 ·
1971 ·
1972 ·
1973 ·
1974 ·
1975 ·
1976 ·
1977 ·
1978 ·
1979 ·
1980 ·
1981 ·
1982 ·
1983 ·
1984 ·
1985 ·
1986 ·
1987 ·
1988 ·
1989 ·
1990 ·
1991 ·
1992 ·
1993 ·
1994 ·
1995 ·
1996 ·
1997 ·
1998 ·
1999 ·
2000 ·
2001 ·
2002 ·
2003 ·
2004 ·
2005 ·
2006 ·
2007 ·
2008 ·
2009 ·
2010 ·
2011 ·
2012 ·
2013 ·
2014 ·
2015 ·
2016 ·
2017 ·
2018 ·
2019 ·
2020 .
2021 .
2022 .
2023 .
2024 .